# Pomnik pamięci zamordowanych działaczy i zawodników K.S. Dąbski w Krakowie
Pomnik pamięci zamordowanych działaczy i zawodników Klubu Sportowego Dąbski w Krakowie – pomnik w formie kamienia pamiątkowego z tablicą znajdujący się w  przy ulicy Dąbskiej 1 w Dzielnicy II Grzegórzki w Krakowie.
Głaz  upamiętnia polskich działaczy i zawodników Klubu Sportowego „Dąbski” zamordowanych przez niemieckiego okupanta w latach 1940–1945. Głaz na postumencie został odsłonięty we wrześniu 1971 roku.

Znajdująca się na marmurowej tablicy inskrypcja brzmi: 

PAMIĘCI
DZIAŁACZY I ZAWODNIKÓW
POMORDOWANYCH
PRZEZ HITLEROWSKIEGO OKUPANTA
W WALCE O WOLNOŚĆ I DEMOKRACJĘ
W LATACH 1940 – 1945
CZINCZARUK ALEKSANDER + JAKUBIK
EDWARD + KONDAS MARIAN
KOPROWSKI EDWARD
KOPROWSKI FELIKS + KOPROWSKI
MIECZYSŁAW + KRUPA WŁADYSŁAW
KUMELA KAZIMIERZ + LENIEWICZ JAN
LENIEWICZ STANISŁAW + LISKOWICZ
WŁADYSŁAW + MAJKA JAN + MAJKA
WŁADYSŁAW + NALEPA JAN + NALEPA
KAROL + PAMUŁA ZYGMUNT
PODKANOWICZ JULIAN + PODKANOWICZ
STEFAN + SOLARZ MARIAN + TRYNKA
JULIAN + TRYNKA WŁADYSŁAW
TWAROWSKI WŁADYSŁAW + WARMUS
HENRYK + WĄTORSKI MARIAN
WĄTORSKI STANISŁAW + WĄTORSKI
TADEUSZ + WLAZŁO STANISŁAW
WYPYCH MIECZYSŁAW
CZEŚĆ ICH PAMIĘCI
KOMITET OBCHODU 50-LECIA KLUBU